# CZ–4A hordozórakéta
A CZ–4A vagy Csang-cseng–4A (长征四号甲运载, Changzheng–4A, jelentése: „Hosszú Menetelés–4A”) háromfokozatú kínai hordozórakéta, melyet a CZ–3 (Csang-cseng–3 (Changzheng–3)) rakéta alapján fejlesztettek ki hogy műholdakat juttasson poláris és Nap-szinkron pályára. Néhol tévesen Csang-cseng–4 (Changzheng–4)-nek jelölik a típust.

## Története
A 1982-ben kezdődött a CZ–4 fejlesztése és gyártása a Sanghaji Űrrepülés-technológiai Akadémián a CZ–3 alapján, eleinte mint annak tartalékrakétája. Azonban az első kommunikációs műhold sikeres feljuttatása után a feladata a meteorológiai műholdak Nap-szinkron pályára állítása felé tolódott.
A Hosszú Menetelés–4A háromfokozatú, folyékony hajtóanyaggal ellátott hordozórakéta. Az első és második fokozat teljesen megegyezik a CZ–3 fokozataival. A két fokozat tetejére helyezték a szabályozható hajtóműves egységet, amelynek feladata a műholdak geoszinkron- vagy geostacionárius pályára helyezése. Egyszerre két műholdat tud pályára állítani. Osztálya megegyezik az amerikai Titan, az orosz R–36, vagy a francia Ariane rakétákkal.
Hordozórakétaként 1988. szeptember 6-án a Kína–24 kísérleti meteorológiai műholdat állította pályamagasságba. Utolsó repülése 1990. szeptember 3-án volt. Összes indítások száma: 2.
2000-ben Kína megkezdte  az új generációs rakétacsalád fejlesztését.

## Műszaki adatok
A rakéta induló tömege 240 tonna, teljes hossza 41,9, legnagyobb átmérője 3,35 méter. Motorteljesítménytől függően: egy 1400 kilogrammos műholdat 900 km, egy 1650 kilogrammos műholdat 600 km, egy 4680 kilogrammos műholdat 200 kilométeres magasságba tud juttatni.
| Fokozat     | Starttömeg | Üres tömeg | Tolóerő     | Isp    | Égési idő | Isp(sl) | Átmérő | Fesztáv | Hossz   | Hajtóanyag | Hajtóművek   |
| ----------- | ---------- | ---------- | ----------- | ------ | --------- | ------- | ------ | ------- | ------- | ---------- | ------------ |
| 1.: CZ–4A–1 | 192 700 kg | 9500 kg    | 3265,143 kN | 289 mp | 170 mp    | 259 mp  | 3,35 m | 6 m     | 24,66 m | N2O4/UDMH  | 4 x YF–20B   |
| 2.: CZ–4A–2 | 39 550 kg  | 4000 kg    | 831,005 kN  | 295 mp | 135 mp    | 260 mp  | 3,35 m | 3,35 m  | 10,41 m | N2O4/UDMH  | 1 x YF–25/23 |
| 3.: CZ–4A–3 | 5150 kg    | 1000 kg    | 100,810 kN  | 303 mp | 400 mp    | 260 mp  | 2,9 m  | 2,9 m   | 1,92 m  | N2O4/UDMH  | 2 x YF–40    |

## Indítási napló
| #  | Dátum és időpont (UTC)    | Starthely  | Teher               | Keringési pálya   | Kilövés eredménye | Megjegyzés |
| -- | ------------------------- | ---------- | ------------------- | ----------------- | ----------------- | ---------- |
| 1. | 1988. szeptember 6. 20:30 | TSLC, LA-7 | FY-1A               | Napszinkron pálya | Sikeres           |            |
| 2. | 1990. szeptember 3. 00:53 | TSLC, LA-7 | FY-1B, QQW 1, QQW 2 | Napszinkron pálya | Sikeres           |            |